# Kitcharao (Agusan del Norte)
Kitcharao is een gemeente in de Filipijnse provincie Agusan del Norte op het eiland Mindanao. Bij de laatste census in 2007 had de gemeente ruim 21 duizend inwoners.

## Geografie

### Bestuurlijke indeling
Kitcharao is onderverdeeld in de volgende 11 barangays:
| - Bangayan - Canaway - Crossing - Hinimbangan - Jaliobong - Mahayahay | - Poblacion - San Isidro - San Roque - Sangay - Songkoy |

## Demografie
Kitcharao had bij de census van 2007 een inwoneraantal van 21.426 mensen. Dit zijn 5.476 mensen (34,3%) meer dan bij de vorige census van 2000. De gemiddelde jaarlijkse groei komt daarmee uit op 4,15%, hetgeen hoger is dan het landelijk jaarlijks gemiddelde over deze periode (2,04%). Vergeleken met de census van 1995 is het aantal mensen met 6.747 (46,0%) toegenomen.

De bevolkingsdichtheid van Kitcharao was ten tijde van de laatste census, met 21.426 inwoners op 171,92 km², 124,6 mensen per km².